# سمكلوي العليا (أنجيرلو)
سمكلوي العلیا (بالفارسية: سمکلوی علیا) هي منطقة سكنية تقع في إيران في أردبيل. يقدر عدد سكانها بـ 132 نسمة .